# Јадранско ратиште у Другом светском рату
Јадранско ратиште у Другом светском рату обухвата поморске операције на Јадранском мору од италијанске инвазије на Албанију (7. априла 1939) до ослобођења Југославије (и Далмације) 15. марта 1945.

## Борба за источну обалу Јадрана (септембар 1943-јун 1944)
Капитулација Италије, 8. септембра 1943, избацила је италијанску морнарицу из рата: главнина флоте (5 бојних бродова, 8 крстарица, 11 разарача, 22 ескортна разарача и 39 подморница) сутрадан је испловила на Малту, где се предала Савезницима, упркос нападима немачке авијације. Део ратних бродова, већином мањих, заробљен је од Немаца, који су их искористили за формирање властите морнарице у Лигурском, Јадранском и Егејском мору.
На Јадрану је, упоредо са формирањем немачке морнарице, била формирана и Морнарица НОВЈ, коју су сачињавали наоружани рибарски бродови и чамци, заплењене обалске батерије, партизански одреди на острвима и осматрачке станице. Борба за источну обалу Јадрана, која је започела у септембру 1943, завршила се привременом стабилизацијом ситуације половином јануара 1944. Немци су успоставили контролу над читавом источном обалом Јадрана и над скоро свим већим отоцима уз обалу. Али, у рукама и под контролом НОВЈ остао је оток Вис, кључ Јадрана, и читав ланац спољних отока од Премуде до Ластова.
У 1944. тежиште борбених дејстава на Средоземном мору померило се ближе обалама Апенинског и Балканског полуострва, јер ни Немци ни остаци Мусолинијевих снага нису располагали већим јединицама ратне морнарице.

### Острво Вис
До краја лета 1944, оток Вис, главна база Морнарице НОВЈ, имао је доминантну улогу у рату на Јадранском мору. Био је стециште веза које су ишле од лука на италијанској обали до ослобођених отока и места на југословенској обали. Тим везама достављана је јединицама НОВЈ савезничка помоћ у наоружању, опреми и муницији, а у обрнутом смеру евакуисани су рањеници и збегови. 
Са дозволом Врховног штаба НОВЈ на Вис су привремено дошле британске поморске снаге (одред моторних топовњача и торпедних чамаца) и делови Бригаде командоса. Морнарица НОВЈ и јединице 26. далматинске дивизије, а повремено и савезничке снаге са којима је организовано оперативно садејство, предузимале су са Виса бројне десантне препаде на отоке и обалу. Највеће успехе постигле су Морнарица и 26. дивизија НОВЈ у препадима на Мљет и Корчулу (у априлу), и на Шолту и Брач (у мају и јуну). Истовремено, у водама источног Јадрана, снаге Морнарице НОВЈ потопиле су или заплениле 7 мањих немачких бродова, а савезничке снаге 1 торпиљарку, 1 корвету и 30 помоћних бродова.

## Немци у дефанзиви (јун 1944-март 1945)
Од августа 1944. Немци су почели да повлаче своје снаге из Грчке и са отока. На Јадранском мору, Немци су морали да се користе поморским комуникацијама, јер је то био једини начин одржавања везе са гарнизонима на отоцима и са онима на обали, пошто су комуникације у унутрашњости биле под ударом јединица НОВЈ. Зато су снаге Морнарице НОВЈ и савезничке лаке обалске снаге, које су дејствовале са Виса, имале знатног успеха у нападима на саобраћај. Савезнички торпедни чамци су  у другој половини 1944. потопили или запленили преко 40 бродова, а разарачи 1 већу и 2 мање торпиљарке. Наоружани бродови и патролни чамци Морнарице НОВЈ потопили су или запленили 4 мања немачка брода, а изгубили 2.

### Ослобођење Далмације
Морнарица НОВЈ је у јулу и августу са виса извршила неколико десантних препада на отоке средње и јужне Далмације. У првој половини септембра превозила је и штитила јединице у операцијама за ослобођење далматинских отока и обале. ослобођењем Далмације и пресецањем обалске комуникације, престао је немачки саобраћај на том делу јадранске обале. Он се у знатно мањој мери одвијао у приобалним водама северног Јадрана, где се пренело тежиште оперативних дејстава Морнарице НОВЈ, па је острво Ист утврђено и претворено у базу. Од јединица НОВЈ, наоружаних бродова и патролних чамаца формирани су почетком новембра 1944. Кварнерски одред морнаричке пешадије и Кварнерски поморски састав са седиштем на Исту.